# アレクサンダー・ヒューム (第9代ヒューム伯爵)
第9代ヒューム伯爵アレクサンダー・ヒューム（英語: Alexander Home, 9th Earl of Home、1720年以前 – 1786年10月8日）は、グレートブリテン王国の聖職者、スコットランド貴族。

## 生涯
第7代ヒューム伯爵アレクサンダー・ヒュームと妻アン（Anne、旧姓カー（Ker）、1727年没、第2代ロジアン侯爵ウィリアム・カーの次女）の五男として生まれた。
1761年4月28日に兄ウィリアムが死去すると、ヒューム伯爵位を継承した。
イングランド国教会の聖職者だった。
1786年10月8日に死去、3人目の妻との間の息子アレクサンダーが爵位を継承した。

## 家族
1757年、プリムローズ・エルフィンストン（Primrose Elphinstone、1759年12月18日没、第9代エルフィンストン卿チャールズ・エルフィンストンの五女）と結婚、1男1女をもうけた。
- ウィリアム（1757年11月27日 – 1781年3月15日） - 陸軍軍人、生涯未婚。アメリカ独立戦争におけるギルフォード郡庁舎の戦いで戦死[1][2]
- エリザベス・イリナ（1759年12月12日 – 1837年4月10日） - 1784年1月9日、陸軍軍人トマス・ダンダス（英語版）（1794年6月3日没）と結婚、子供あり[1][2]

プリムローズの死後、いとこにあたるマリオン・ヒューム（Marion Home、1763年10月30日没、ジェームズ・ヒューム閣下の娘、第6代ヒューム伯爵チャールズ・ヒュームの孫娘）と再婚したが、2人の間に子供はいなかった。
1768年2月10日、アビゲイル・ブラウン・ラミー（Abigail Browne Ramey、1814年2月5日没、ジョン・ラミーの娘）と再婚、2男2女をもうけた。
- 男子（1768年11月26日 – ?） - 早世[1]
- キャロライン（1768年11月27日 – 1794年4月30日） - 生涯未婚[1]
- アレクサンダー（1769年11月11日 – 1841年10月20日） - 第10代ヒューム伯爵[1]
- シャーロット（1773年7月20日 – 1866年12月4日） - 1797年4月16日、聖職者チャールズ・ベイリー＝ハミルトン（英語版）（1820年6月没）と結婚[1]